# Antoon II van Lalaing

Antoon II van Lalaing en Willem van Oranje in Antwerpen - opstand van 14 en 15 maart 1567

Antoon II van Lalaing (1533-1568), 3e graaf van Hoogstraten was een Zuid-Nederlands edelman. In de geschiedschrijving wordt hij vaak kortweg Hoogstraten genoemd.  Hij was landvoogd van de zelfstandige heerlijkheid Mechelen, een van de Zeventien Provinciën.

## Familie

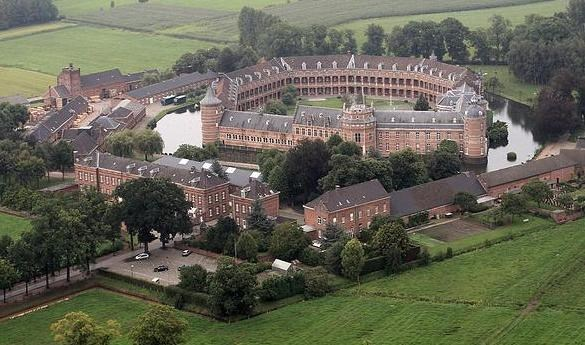
Kasteel van graaf Antoon II van Lalaing in Hoogstraten

Antoon was een zoon van Filips van Lalaing en Anna van Rennenberg. Op 22-jarige leeftijd nam hij het Gelmelslot te Hoogstraten in bezit toen hij zijn overleden vader opvolgde als graaf; zijn broer George werd graaf van Rennenberg. Op jeugdige leeftijd werd hij landvoogd van Mechelen, en in 1558 mocht hij de Heilig Grafridders ontvangen voor hun eerste kapittel. In 1559 werd hij op het drieëntwintigste kapittel te Gent tegen de wens van Filips II gekozen als ridder in de Orde van het Gulden Vlies. In 1560 huwde hij met Eleonora van Montmorency in Weert. Zij kregen een zoon, Willem.

## Nederlandse Opstand
Hij speelde een rol in de politiek van de Nederlanden bij het verzet tegen koning Filips II van Spanje. In een kritieke periode werd een vergadering op het laatste moment verplaatst van het kasteel van Breda naar het naburige kasteel van Hoogstraten.
Op 13 maart 1566 kwamen de edelen, die door de prins van Oranje waren ontboden, aan op het kasteel van Hoogstraten. Deze vergadering maakte deel uit van een reeks bijeenkomsten om het zogenaamde Smeekschrift der Edelen op te stellen. Dit document bevatte een verzoek om de godsdienstvervolgingen te stoppen en meer vrijheid van godsdienst toe te staan.
Op 5 april 1566 werd het smeekschrift door het Eedverbond der Edelen aangeboden aan de landvoogdes der Nederlanden, Margaretha van Parma. Deze actie markeerde een belangrijk moment in het begin van de Nederlandse Opstand tegen de Spaanse overheersing.
In augustus 1566 brak de Beeldenstorm uit en verving hij Willem van Oranje als gouverneur van Antwerpen. Net als de graven van Egmont en Horne werd ook Hoogstraten door de hertog van Alva gedagvaard (9 september 1567) om in Brussel voor de Raad van Beroerten te verschijnen. Hoogstraten reisde ook af naar Brussel, maar toen hij onderweg vernam dat de beide graven in hechtenis waren genomen, maakte hij rechtsomkeert, nam op zijn kasteel het hoogstnoodzakelijke en vluchtte te paard naar Keulen. Alva verbande graaf Hoogstraten, de grafelijke bezittingen werden verbeurd verklaard, hij werd beroofd van al zijn rechten en aandelen.
Antoon II van Lalaing bleef de zijde Willem van Oranje steunen. In 1568 werd hij door Willem van Oranje aangesteld om met een leger het Overkwartier van Gelre binnen te vallen, als onderdeel van een gecoördineerde aanval op meerdere fronten. Zijn inval moest de noordelijke flank van de Spaanse troepen bedreigen, terwijl Lodewijk en Adolf van Nassau in het noorden opereerden en Franse hugenoten in het zuiden zouden aanvallen. Van Lalaing kon echter niet deelnemen aan de actie wegens ziekte, en werd vervangen door Jan van Montigny, heer van Villers. De operatie bij Roermond, met de Slag bij Dalheim op 25 april 1568, was onderdeel van de mislukte poging om Alva uit de Nederlanden te verdrijven. Jan van Montigny voerde daar het bevel, maar werd gevangen genomen. Enkele weken later werd hij in Brussel onthoofd. Nadat Antoon van Lalaing hersteld was van ziekte, sloot hij zich opnieuw aan bij het leger van Willem van Oranje.
In een andere slag, de slag bij Geldenaken op 20 oktober 1568, waar het leger van Willem van Oranje door Alva werd gedwongen zich terug te trekken over de Kleine Gete, werd Antoon van Lalaing getroffen in de voet door een losbranding van zijn eigen pistool. Op 11 december 1568 bezweek hij aan zijn verwondingen in Sissonne. Antoon was katholiek en wilde katholiek sterven, maar Willem de Zwijger liet geen priester toe uit vrees dat het zijn Duitse soldaten zou ergeren. Antoon van Lalaing werd in Keulen begraven.

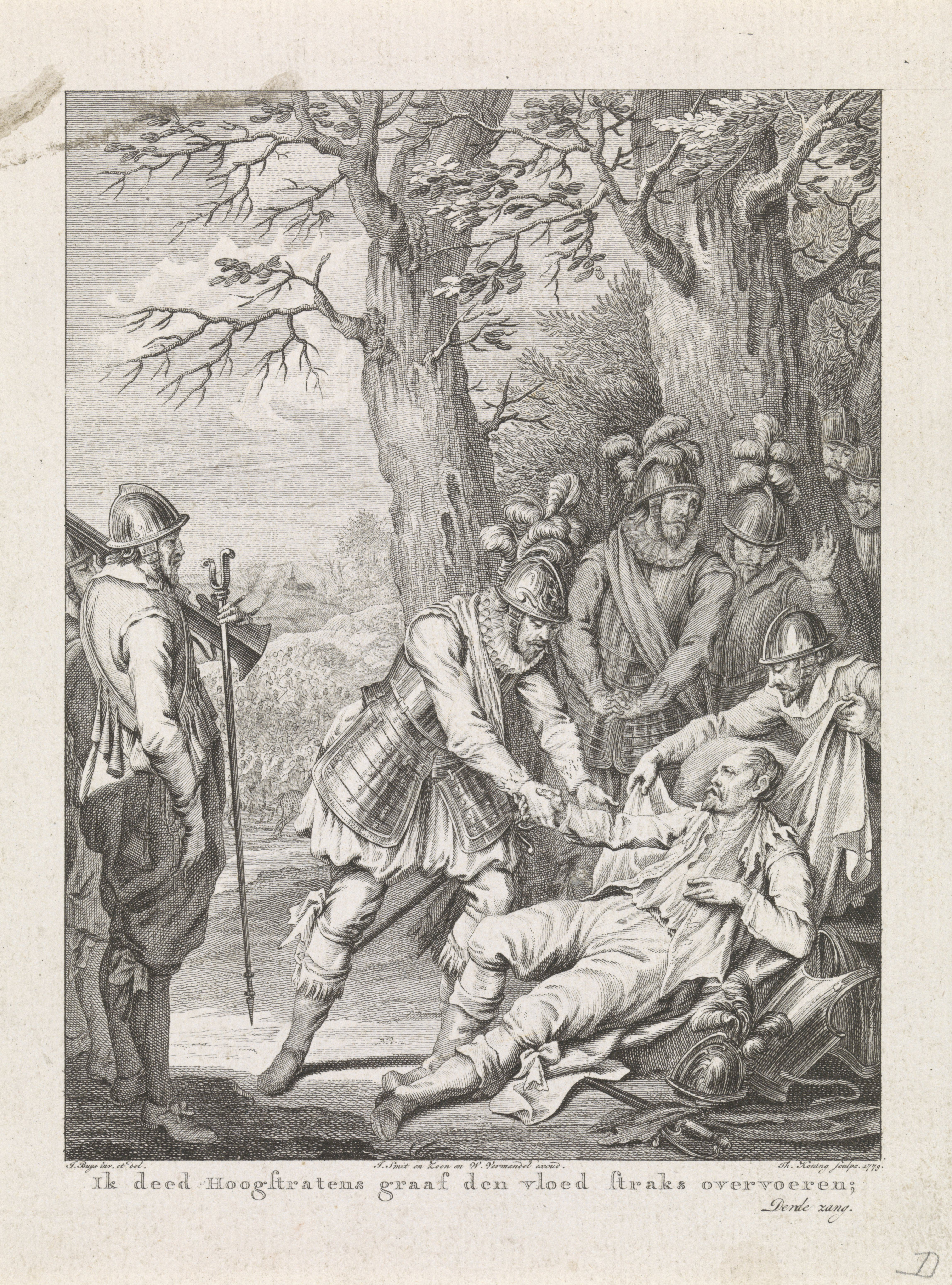
Graaf Antoon II van Lalaing gewond bij de Slag van Geldenaken, 1568

## Na zijn dood
Zijn vrouw Eleonora van Montmorency ging terug naar haar familie; haar broer was de vermoorde graaf van Hoorne. Zij werd vrouw van de heerlijkheid Kortessem. Wel wijdde ze de volgende jaren aan het terugkrijgen van het verbeurd verklaarde kasteel van Hoogstraten voor haar zoon Willem Antoon van Lalaing.
In 1569 kwam er een Spaanse edelman en kapitein, Don Luis Carrillo de Castilla, in het kasteel van Hoogstraten in opdracht van de hertog van Alva. Hij zou er zes jaar verblijven terwijl zijn vrouw in Antwerpen bleef, waar haar zus Viegas vanaf 1572 de hospita bleek te zijn van niemand minder dan Benito Arias Montano. Het is deze man die een deel van de bibliotheek van het kasteel van Hoogstraten naar het Escorial zou overbrengen.
Wegens de vijandelijkheden rond het kasteel verliet kapitein Don Luis Carillo de Castilla het kasteel, waarna de weduwe van Antoon II van Lalaing de kans zag om het kasteel terug op te eisen.
| \| Voorouders van Antoon II van Lalaing \| Voorouders van Antoon II van Lalaing \| Voorouders van Antoon II van Lalaing \| Voorouders van Antoon II van Lalaing \| Voorouders van Antoon II van Lalaing \| Voorouders van Antoon II van Lalaing \| Voorouders van Antoon II van Lalaing \| Voorouders van Antoon II van Lalaing \| Voorouders van Antoon II van Lalaing \| \| ------------------------------------ \| ----------------------------------------------------------------- \| ----------------------------------------------------------------- \| ------------------------------------------------------------------------------ \| ------------------------------------------------------------------------------ \| ---------------------------------------------------------------------------- \| ---------------------------------------------------------------------------- \| ---------------------------------------------------------------------- \| ---------------------------------------------------------------------- \| \| Overgrootouders \| Joost van Lalaing (1437-1483) ∞ 1462 Bonne van Viefville (-) \| Joost van Lalaing (1437-1483) ∞ 1462 Bonne van Viefville (-) \| Jacob I van Luxemburg-Saint Pol (1445-1487) ∞ Maria van Berlaymont (1450-1529) \| Jacob I van Luxemburg-Saint Pol (1445-1487) ∞ Maria van Berlaymont (1450-1529) \| Herman VI van Rennenberg (1415-1471) ∞ Amalia van Erbach-Michelstadt (-1484) \| Herman VI van Rennenberg (1415-1471) ∞ Amalia van Erbach-Michelstadt (-1484) \| Jasper van Culemborg (1445-1504) ∞ Johanna van Bourgondië (1459-1515) \| Jasper van Culemborg (1445-1504) ∞ Johanna van Bourgondië (1459-1515) \| \| Grootouders \| Karel I van Lalaing (1466-1525) ∞ Jacoba van Luxemburg (-) \| Karel I van Lalaing (1466-1525) ∞ Jacoba van Luxemburg (-) \| Karel I van Lalaing (1466-1525) ∞ Jacoba van Luxemburg (-) \| Karel I van Lalaing (1466-1525) ∞ Jacoba van Luxemburg (-) \| Willem van Rennenberg (1470-1545) ∞ Cornelia van Culemborg (1486–1541) \| Willem van Rennenberg (1470-1545) ∞ Cornelia van Culemborg (1486–1541) \| Willem van Rennenberg (1470-1545) ∞ Cornelia van Culemborg (1486–1541) \| Willem van Rennenberg (1470-1545) ∞ Cornelia van Culemborg (1486–1541) \| \| Ouders \| Filips van Lalaing (1510-1555) ∞ Anna van Rennenberg (1521-1583?) \| Filips van Lalaing (1510-1555) ∞ Anna van Rennenberg (1521-1583?) \| Filips van Lalaing (1510-1555) ∞ Anna van Rennenberg (1521-1583?) \| Filips van Lalaing (1510-1555) ∞ Anna van Rennenberg (1521-1583?) \| Filips van Lalaing (1510-1555) ∞ Anna van Rennenberg (1521-1583?) \| Filips van Lalaing (1510-1555) ∞ Anna van Rennenberg (1521-1583?) \| Filips van Lalaing (1510-1555) ∞ Anna van Rennenberg (1521-1583?) \| Filips van Lalaing (1510-1555) ∞ Anna van Rennenberg (1521-1583?) \| \| Antoon II van Lalaing (1533-1568) \| \| \| \| \| \| \| \| \| |                                                                   |                                                                   |                                                                                |                                                                                |                                                                              |                                                                              |                                                                        |                                                                        |
| Voorouders van Antoon II van Lalaing |                                                                   |                                                                   |                                                                                |                                                                                |                                                                              |                                                                              |                                                                        |                                                                        |
| Overgrootouders | Joost van Lalaing (1437-1483) ∞ 1462 Bonne van Viefville (-)      | Joost van Lalaing (1437-1483) ∞ 1462 Bonne van Viefville (-)      | Jacob I van Luxemburg-Saint Pol (1445-1487) ∞ Maria van Berlaymont (1450-1529) | Jacob I van Luxemburg-Saint Pol (1445-1487) ∞ Maria van Berlaymont (1450-1529) | Herman VI van Rennenberg (1415-1471) ∞ Amalia van Erbach-Michelstadt (-1484) | Herman VI van Rennenberg (1415-1471) ∞ Amalia van Erbach-Michelstadt (-1484) | Jasper van Culemborg (1445-1504) ∞ Johanna van Bourgondië (1459-1515)  | Jasper van Culemborg (1445-1504) ∞ Johanna van Bourgondië (1459-1515)  |
| Grootouders | Karel I van Lalaing (1466-1525) ∞ Jacoba van Luxemburg (-)        | Karel I van Lalaing (1466-1525) ∞ Jacoba van Luxemburg (-)        | Karel I van Lalaing (1466-1525) ∞ Jacoba van Luxemburg (-)                     | Karel I van Lalaing (1466-1525) ∞ Jacoba van Luxemburg (-)                     | Willem van Rennenberg (1470-1545) ∞ Cornelia van Culemborg (1486–1541)       | Willem van Rennenberg (1470-1545) ∞ Cornelia van Culemborg (1486–1541)       | Willem van Rennenberg (1470-1545) ∞ Cornelia van Culemborg (1486–1541) | Willem van Rennenberg (1470-1545) ∞ Cornelia van Culemborg (1486–1541) |
| Ouders | Filips van Lalaing (1510-1555) ∞ Anna van Rennenberg (1521-1583?) | Filips van Lalaing (1510-1555) ∞ Anna van Rennenberg (1521-1583?) | Filips van Lalaing (1510-1555) ∞ Anna van Rennenberg (1521-1583?)              | Filips van Lalaing (1510-1555) ∞ Anna van Rennenberg (1521-1583?)              | Filips van Lalaing (1510-1555) ∞ Anna van Rennenberg (1521-1583?)            | Filips van Lalaing (1510-1555) ∞ Anna van Rennenberg (1521-1583?)            | Filips van Lalaing (1510-1555) ∞ Anna van Rennenberg (1521-1583?)      | Filips van Lalaing (1510-1555) ∞ Anna van Rennenberg (1521-1583?)      |
| Antoon II van Lalaing (1533-1568) |                                                                   |                                                                   |                                                                                |                                                                                |                                                                              |                                                                              |                                                                        |                                                                        |